# Quận Richland, North Dakota
Quận Richland là một quận thuộc tiểu bang Bắc Dakota, Hoa Kỳ. Quận lỵ đóng ở Wahpeton6. Quận được đặt tên theo Morgan T. Rich. Dân số theo điều tra năm 2010 của Cục điều tra dân số Hoa Kỳ là người.

## Địa lý
Theo Cục điều tra dân số Hoa Kỳ, quận này có diện tích 3743 km2, trong đó có 25 km2 là diện tích mặt nước.